# العصر الحجري الحديث في بلاد الشام
العصر الحجري الحديث أو، النيوليت، هو أحد العصور الزمنية وفق نظام التقسيم الثلاثي. تختلف التحديدات الزمنية لهذا العصر تبعاً البيئات الطبيعية، إلا أن أهم ميزة للعصر الحجري الحديث هو ما اصطلح على تسميته ثورة زراعية، أو الثورة النيوليتية، في منطقة الشرق الأوسط.

## تقسيمات العصر الحجري الحديث
•المرحلة الأولى: العصر الحجري الحديث ما قبل الفخاري، يرمز له (Pre- Pottery Neolithic (P.P.N وتقع بين 8300- 6000 قبل الميلاد، مثل موقع بسطة (معان). وتقسم مرحلة العصر الحجري الحديث ما قبل الفخاري إلى مرحلتين
1. العصر الحجري الحديث ما قبل الفخاري «أ» (Pre- Pottery Neolithic A(P.P.N.A يؤرخ ما بين 8300- 7600 قبل الميلاد.
2. العصر الحجري الحديث ما قبل الفخاري "ب" (Pre- Pottery Neolithic B (P.P.N.B يؤرخ ما بين 7600- 6000 قبل الميلاد[1]

•المرحلة الثانية: العصر الحجري الحديث الفخاري، يرمز له (Pottery Neolithic (P.N يؤرخ ما بين 6000- 4000 قبل الميلاد مثل خربة الذريح في الأردن.
كما أن هناك تقسيمات فرعية لكل من هذه الفترات متعلقة بتفاصيل محلية، تختلف من منطقة إلى أخرى باختلاف المظاهر الحضارية لكل عصر من العصورن وخاص في السمة الأساسية لهذا العصر وهي الزراعة.

## لمحة تاريخية عن العصر الحجري الحديث
مع نهاية الألف التاسع قبل الميلاد دخلت بلاد الشام في عصر الزراعة الحقيقي، وذلك في العصر الحجري الحديث، وتعد مرحلة العصر الحجري الحديث ما قبل الفخاري "أ" المرحلة الأكثر أهمية وذلك عند دراسة الزراعة والتدجين والتطور المعماري والديني.

## العصر الحجري الحديث ما قبل الفخاري «أ»
حيث لوحظ خلال هذه الفترة ظهور التجمعات السكنية الكبيرة والتي تميزت بقلة أعدادها، وقد نشأت الفرى الزراعية الأولى على أنقاض القرى السابقة أو في مواقع جديدة، كما هو الواقع في بسطة (معان) أو موقعي المربيط ووادي الفلاح في سوريا واللذان قاما على أنقاض القرى النطوفية.
و هنالك مواقع قامت في مناطق جديدة كموقع الشيخ حسن وموقع جرف الأحمر في سوريا أيضا.

### العمارة
و ظهر في هذه الفترة نمط المنازل الدائرية الشكل، وقد ظهر نمط البيوت المستطلية والمتلاصقة مع بعضها ولكن البيوت الدائرية هي الأكثر انتشارا، كما أن عدد أفراد الأسرة أصبح أكثر من السابق، ويعزى العلماء ذلك إلى ظهور النمط الاقتصادي الجديد والذي تمثل بالزراعة، فكان لأبد من تعاون سكان القرى الزراعية وتكاتفهم مع بعضهم للعمل في هذا المجال، وقد مارس أنسان هذه المرحلة الفنة ن ذات الأشكال الهندسية والتي ظهرت في موفع المربيط في سوريا، وأيضا صنع أنسان هنا التماثيل الطينية النسانية وخاصة الأنثوية منها، وسيرد الحديث عنها بشكل مفصل فيما بعد.

### الأدوات الحجرية
أما الأدوات الحجرية فقد صنع الإنسان هذا العصر رؤوس السهام وأدوات الصيد وخاصة رؤوس النبال، وتم إنتاج النصال والمناجل وهي الأدوات الخاصة بالزراعة، وتم صقل الحجر والعظام والتي يعتقد أنها ذات صلة بمعتقد جنائزي أو ديني.

### الزراعة
أما الزراعة فقد تم اختيار الأراضي الخصبة والرطبة ومناطق الجبلية وعلى المصاطب النهرية وقرب المصادر المائية، وقد زرع أنسان هذه المرحلة القمح والشعير والذي ظهر لأول مرة في مواقع الأراضي الفلسطينية.

## العصر الحجري الحديث ما قبل الفخاري «ب»
فقد اتقنت المجتمعات والقرى الزراعية في هذه المرحلة الزراعة، بطريقه أفضل من السابقة، وقد مارست هذه المجتمعات التدجين المتطور، ولكن هذا التطور اختلف في مناطق بلاد الشام، ففي سوريا مثلا بقي التطور مستمرا بين مجتمعات ما قبل الفخار«أ» وعصر ما قبل الفخار «ب»، وقد عزى مجموعه من الباحثين هذا التطور الجديد في الزراعة والتدجين لجماعات بشريه جديدة.

### العمارة
أما العمارة هذه المرحلة فقد اعتبرت السمة العامة لهذا العصر في بلاد الشام ذلك من خلال تطور البناء وظهور البيوت المعقدة التنظيم ومؤلفه من مجموعات من الوحدات السكنية المتصله ببعضها والمقسمه إلى غرف للنوم ومخازن ومواقد للنيران، وبعض هذه البيوت كانت مستقله ويعتقد بانها قد سكنت من قبل اسر كامله متقاربة مع بعضها وتنتمي إلى نفس القبيلة.

### الزراعة
اما الحبوب التي زرعها إنسان هذا العصر فقد زرع القمح والشعير والبازيلاء والحمص والعدس والحمص وجمع اشجار اللوزيات والتين البري والجوز، وقد استخدم الإنسان الاخشاب للبناء وكوقود.
يمكن القول انها ان التجارة راجت في بلاد الشام وبلاد الاناضول مما يؤكد صح ذلك ما تم العثور عليه في مواقع هذه الفترة من حجر الاوبسيديان والذي مصدره بلاد الاناضول وهذا دليل على ان الإنسان هذا العصر كان إنسان متحرك ومنفتح على العالم الذي حوله وليس منعزل، وأنما دل فيدل على وجود المواصلات (مثل ركوب الدواب أو حتى السفر على الاقدام) بحثا عن موارد وخامات أخرى غير التي بين يديه، وبذلك يتطلع على ثقافات الغير ويتصل بها ومن المؤكد أن يتأثر بها أيضا.
وتميز إنسان هذه المرحلة في موقع عين غزال بصناعته للفخار، حيث تم العثور على اواني وكسر فخارية، وأو ما يسمى بالعجينة البيضاء.

### الصناعة
أما الصناعة فقد تطور تقنية صنع الأدوات الحجريه كأدوات صيد، ورؤوس النبال والمثاقب والمقشط واصبحت مهدبة الشكل، كما تطورت الأدوات الزراعية كالمناجل والرحى والاجران والأدوات العظميه المنوعه كالإبر والمخارز، وربما يشير إلى تطور في صناعة الملابس والنسيج.
يسمي الدارسين عصر الحجري الحديث ما قبل الفخاري «ب» بعصر «الثورة الإنتاجيه الأولى» يؤرخ إلى ما بين 7600 – 6000 قبل الميلاد.

## المميزات العامة العصر الحجري الحديث ما قبل الفخاري
1.مارست المجتمعات أو القرى في هذه المرحلة الزراعة والتدجين.
2.ظهرت تقنيات جديده في طَرق الحجر واستخرجت نصال طويله من نوى كبيره تشبه في شكلها السفينة أطلق عليها الباحثون اسم (Navi-form).
3.تكاثر إنتاج رؤوس النبال الطويلة ذات الساق ومنها أنواع أطلق عليها «نبال العمق».
4.انتشر بشكل واسع تشذيب الأدوات الحجريه من خلال الضغط، وطبق هذا التشذيب بشكل كثيف على رؤوس النبال، وانتشرت البلاطات المصقوله والمصنوعه من الأحجار الخضراء.
5.اما العمارة فقد ظهرت البيوت الكبيرة المستطيله المؤلفه من عددة غرف وذات الأرضيات الصلبة المضغوطه والمطليه بالكلس، وأصبحت المنازل أقوى وأكبر وأفضل تنظيما.
6.اما بالنسبة للفكر الديني بالأضافه للمعتقدات الدينية من المراحل السابقة وهي عبادة الربة الام والثور المقدس، ظهرت عقيده جديدة وهي عبادة الجماجم أو (عبادة الأجداد) وهذه الجماجم قد اخرجت من القبور ووضعت في ارضيات السكن وعلى قواعد صلبه.

## العصر الحجري الحديث الفخاري
تبدأ التغيرات منذ نهاية المرحلة الأخيرة من العصر الحجري الحديث ما قبل الفخاري «ب» أي في منتصف الألف السابع وذلك ما بين 6600- 6000 قبل الميلاد، وكان أهم هذه التحولات هو الانتشار المكاني والجغرافي للمستوطنات، فقد خرجت هذه القرى إلى مناطق جديدة تربتها جيدة من أجل زراعة الحبوب، وقد هجرت بعض القرى السابقة كموقع المربيط في سوريا والشيخ حسن وانتقل الناس جنوبا إلى مناطق أقل أمطارا فنشأت في موقع أبو هريرة (السوية العليا)، وبقرص في حوض الفرات والكوم في البادية السورية، كذلك موقع تل الأسود وتل الغريفة في حوض دمشقن وقد قامت مستوطنات جديدة كتل الرماد ورأس شمرا على الساحل السوري وموقع اللبوة في منطقة البقاع اللبناني ومجموعة أخرى من المواقع في جنوبي بلاد الشام
يبدو أن السبب الرئيسي في هذا التحول سببه الجفاف الذي حل بالمنطقة، فجعل الحياة مستحيلة في الأراضي السابقة، ولذلك انتقل الأنسان من المناطق السابقة إلى مواقع أخرى مع أن بعض المواقع حافظت على استمرارية الاستيطان البشري فيها.
نقل الأنسان معه مهاراته الخاصة في الزراعة والتدجين مع أضافة تتطورات عامة على هذه المواضيع السابقة للتتناسب مع الظروف البيئية والاقتصادية الجديدة، كمعرفتهم للري الصناعي (الزراعة المروية) بدلا من الزراعة البعلية، وهذا يدل على وجود سلطة سياسية تدير هذه التقنية الجديدة.
أما العمارة فقد ظهر تنظيم معماري للقرى والذي تمثل في البيوت الخاصة بالسكن وقد استخدام الجص والملاط في الأرضيات وزودت البيوت بالمواقد لأغراض الطبخ والتدفئة، وقد اعتبرت قرية بقرص مثالا على التطورات السابقة الذكر، وجاء مثال مشابه لهذا الموقع من جنوب الأردن كموقع البسطة فقد كشف الموقع عن وجود ارضيات كلسية، وقد بنيت وفق مخطط محكم على شكل شبكة، ومر أسفل البلاطات الحجرية أقنية مائية.
من مواقع المهمة في هذه الفترة أيضا موقع عين غزال في الأردن والذي يعد من أكبر مواقع العصر الحجري الحديث، حيث كانت القرية مسورة وشوارعها مبلطة.
أما تدجين الحيوان في هذه المرحلة من العصر الحجري الحديث الفخاري، فقد توسع الأنسان في هذه الفترة بتدجين الحيوانات فدجن الأبقار والماعز، واستفاد من لحمها وحليبها وجلودها، بالأضافة إلى الزراعة القمح والشعير والتي يطلق عليها في الوقت الحالي اسم الزراعة المختلطة وذلك لأنها تجمع ما بين الزراعة وتدجين الحيوانات.
و يمكن هنا اعتبار السمة البارزة في هذه المرحلة الا وهي صناعة الفخار التي طغت على الصناعات الأخرى ولكن مع استمرارية صناعة الأدوات العظمية والحجرية وغيرها من الأدوات التي لا غنى عنها، وكانت معظم الفخار الذي صنع هنا عبارة عن أواني كبية الأحجام كصحون والقصعات. وقد أصبح الناس هنا أكثر تنظيما من السابق، وقد تبلورت لديهم السلطة الدينية والاجتماعية، وذلك بعد ازدياد إعداد السكان ونماء حاجاتهم الروحية والمادية.

## قائمة المصادر والمراجع
- كفافي، زيدان. 1990؛ الأردن في العصور الحجرية، مؤسسة آل البيت: عمان.
- محيسن، سلطان. 1994؛ بلاد الشام في عصور ما قبل التاريخ، دار الأبجدية: دمشق.
- محيسن، سلطان. 2001؛ عصور ما قبل التاريخ، جامعة دمشق: سوريا.
- ميلارت، جيمس. 1990؛ أقدم الحضارات في الشرق الأدنى، (ترجمة) محمد طلب، دار دمشق: دمشق.
- النمري، غسان. 2002؛ عمان في العصر الحجري الحديث التحليل البنائي لمنحوتات عين غزال، أمانة عمان: عمان.